# (8095) 1992 WS2
A (8095) 1992 WS2 a Naprendszer kisbolygóövében található aszteroida. Ueda Szeidzsi, Kaneda Hirosi fedezte fel 1992. november 18-án.